# Qingyang
För andra betydelser, se Qingyang (olika betydelser).
Qingyang, tidigare stavat Kingyang, är en stad på prefekturnivå i provinsen Gansu i nordvästra Kina. 

## Administrativ indelning
Prefekturen Qingyang har en yta som är något mindre än Dalarnas län. Qingyang indelas i ett stadsdistrikt och sju härad:
| Karta         | Karta     | Karta     | Karta          | Karta             | Karta     | Karta                         |
| ------------- | --------- | --------- | -------------- | ----------------- | --------- | ----------------------------- |
|               |           |           |                |                   |           |                               |
| Nr            | Namn      | Kinesiska | Pinyin         | Befolkning (2020) | Yta (km²) | Befolknings- täthet (inv/km²) |
| Stadsdistrikt |           |           |                |                   |           |                               |
| 1             | Xifeng    | 西峰区    | Xīfēng qū      | 513 856           | 996       | 516                           |
| Härad         |           |           |                |                   |           |                               |
| 2             | Qingcheng | 庆城县    | Qìngchéng xiàn | 235 154           | 2 673     | 88                            |
| 3             | Huan      | 环县      | Huán xiàn      | 304 687           | 9 236     | 33                            |
| 4             | Huachi    | 华池县    | Huáchí xiàn    | 119 346           | 3 776     | 32                            |
| 5             | Heshui    | 合水县    | Héshuǐ xiàn    | 135 908           | 2 976     | 46                            |
| 6             | Zhengning | 正宁县    | Zhèngníng xiàn | 173 243           | 1 329     | 130                           |
| 7             | Ning      | 宁县      | Níng xiàn      | 336 316           | 2 633     | 128                           |
| 8             | Zhenyuan  | 镇原县    | Zhènyuán xiàn  | 361 206           | 3 500     | 103                           |